# Mimosa caesalpiniaefolia
Espèce
Classification phylogénétique
Statut de conservation UICN

 VU B1+2c : Vulnérable
Mimosa caesalpiniaefolia est une espèce de plantes à fleurs de la famille des Mimosaceae ou des Fabaceae si on prend la classification phylogénétique. C'est un arbuste endémique au Brésil.

## Description
C'est un arbuste multitige qui peut atteindre 8 m de haut. Les feuilles alternes, pétiolées, possèdent de 4 à 8 folioles. Les fleurs blanches, petites forment un cylindre de 5 à 10 cm de long. Le fruit est une gousse.